# Milionia cyanifera
Milionia cyanifera là một loài bướm đêm trong họ Geometridae.